# Bănel Nicoliță
Bănel Nicoliță (Făurei, 1985. január 7. –) román válogatott labdarúgó, jelenleg kölcsönben az FC Nantes játékosa. Posztját tekintve szélső középpályás.

## Sikerei, díjai
Steaua București
- Román bajnok (2): 2004–05, 2005–06
- Román kupagyőztes (1): 2010–11
- Román szuperkupagyőztes (1): 2006

Saint-Étienne
- Francia ligakupagyőztes (1): 2012–13

## Külső hivatkozások
- Bănel Nicoliță a national-football-teams.com honlapján